# B7 (Jamaica)
De B7 is een weg op Jamaica. De weg loopt vanaf de splitsing met de B8 bij Shettlewood, ten zuiden van Montego Bay, naar Baptist bij Black River. De B7 doorkruist het heuvelachtige gebied van West-Jamaica. De weg is ca. 40 km lang.
T1 · T2 · T3
A1 · A2 · A3 · A4
B1 · B2 · B3 · B4 · B5 · B6 · B7 · B8 · B9 · B10 · B11 · B12 · B13